# Nuno Brás
Nuno Brás da Silva Martins (ur. 12 maja 1963 w Vimeiro) – portugalski duchowny rzymskokatolicki, w latach 2011-2019 biskup pomocniczy Patriarchatu Lizbony, od 2019 biskup Funchal, od 2023 wiceprzewodniczący Komisji Episkopatów Wspólnoty Europejskiej.

## Życiorys
Studia teologiczne rozpoczął w 1980, w 1985 uzyskując licencjat z teologii na Katolickim Uniwersytecie Portugalii. W 1990 uzyskał magisterium z teologii systematycznej na wspomnianej wcześniej uczelni, a 1999 obronił doktorat z teologii fundamentalnej na Papieskim Uniwersytecie Gregoriańskim.
4 lipca 1987 otrzymał święcenia kapłańskie i został inkardynowany do patriarchatu Lizbony. W 1993 został asystentem na Wydziale Teologicznym Katolickiego Uniwersytetu Portugalii (UCP). W 1996 został wykładowcą na Wydziale Komunikacji Uniwersytetu Papieskiego w Salamance, a w latach 1999-2005 wykładał na Papieskim Uniwersytecie Gregoriańskim, po czym został adiunktem na Wydziale Teologicznym UCP. W latach 2005–2011 był członkiem Rady Dyrektorskiej na tym wydziale. W 2009 uzyskał godność profesora uczelni oraz został członkiem Towarzystwa Naukowego UCP.
10 października 2011 papież Benedykt XVI mianował go biskupem pomocniczym Patriarchatu lizbońskiego, ze stolicą tytularną Elvas. Sakry biskupiej udzielił mu 20 listopada 2011 kard. José da Cruz Policarpo, patriarcha Lizbony, a współkonsekratorami byli abp Rino Fisichella, przewodniczący Papieskiej Rady ds. Nowej Ewangelizacji oraz bp Manuel Clemente, ordynariusz diecezji Porto.
12 stycznia 2019 papież Franciszek ustanowił go biskupem diecezjalnym Funchal. Urząd kanonicznie objął 17 lutego 2019.
22 marca 2023 wybrany wiceprzewodniczącym Komisji Episkopatów Wspólnoty Europejskiej.